# Hulai
Pour plus de détails, voir Fiche technique et Distribution.
Hulai un film congolais réalisé par Viteghe Volonté Mapson et par Mumbere Wahemukire Moïse, sortie en 2019,.

## Prix
- 2019 : Meilleur film de fiction long métrage au Festival International du Cinéma Numérique de Cotonou[2].